# Pauline Marois
Pauline Marois (Quebec, 29 de março de 1949) é uma política quebequense,  quem foi a trigésima pessoa em ser primeiro-ministra do Quebec. Foi tambem líder do Partido Quebequense, representando o distrito eleitoral de Charlevoix–Côte-de-Beaupré
Nasceu em Quebec, filha de Marie-Paule e Grégoire Marois. Possui bacharelado em serviço social pela Universidade Laval, bem como mestrado em administração pela HEC Montreal. Durante a década de 1970 foi porta-voz do então ministro das finanças Jacques Parizeau. Foi também professora na Université du Québec no campus Outaouais.
Foi eleita pela primeira vez para a Assembleia Nacional de Quebec em 1981. Foi nomeada pelo então Premier, René Lévesque, ao cargo de Ministra da Condição da Mulher. Em 1983, foi nomeada Ministra do Trabalho.
Em setembro de 2012, seu partido foi vitorioso nas eleições gerais provinciais, tornando-se então a primeira mulher a ocupar o cargo de Primeira-Ministra na história do Quebec.
Após 19 meses no cargo, Marois anunciou que as eleições seriam realizadas novamente para renovar os 125 lugares na Assembleia Nacional. Estas eleições foram vistas como um prelúdio provável de um referendo sobre a questão da independência Quebec. Neste cenário, se o PQ ganhasse, esperou-se que o partido eo governo teria mais apoio para montar e fomentar uma campanha pela independência.

O Partido Liberal de Quebec ganhou as eleições de 2014 Quebecois, o que significou que Philippe Couilliardo seria o novo Primeiro-Ministro. Marois renunciou a liderança do PQ, e indicou sua saida iminente da vida pública por causa dos resultados horrendos das eleições. O PQ experimentou uma das piores resultados políticos em sua história - o pior desde a sua fundação. Estas eleições conduziram a redução da influência dos movimentos de independência na região.